# Armand Anspach-Puissant
Armand Anspach (ou Armand Anspach-Puissant), né à Bruxelles le 2 juillet 1856 et mort à Bruxelles le 5 juillet 1937, est un avocat et un homme politique belge libéral.

## Biographie
Armand-Louis Anspach, né à Bruxelles le 2 juillet 1856, est le fils d'Eugène Anspach (1833-1890), avocat au barreau de Bruxelles qui avait été administrateur au Comité d'escompte et gouverneur de la Banque nationale de Belgique et d'Adèle Deswert. Il se marie avec Émilie Puissant et a notamment comme fils Paul Anspach, escrimeur et champion olympique de l'épée.
Armand Anspach fait des études à l'Université libre de Bruxelles où il obtient le diplôme de docteur en droit et en philosophie et lettres. Il devient avocat au barreau de Bruxelles et auprès de la Cour d'appel de Bruxelles. Avant la Première Guerre mondiale, il est lieutenant-colonel commandant le régiment de Volontaires Belges « Reine Elisabeth » des Chasseurs de la Garde civique.
Il se lance dans une carrière politique au sein du Parti libéral. Il est ainsi élu député de l'arrondissement de Thuin à la Chambre des représentants de 1886 à 1895 et conseiller communal de Bruxelles sans interruption de 1907 à son décès.
Anspach s'intéresse de près aux questions coloniales. Il préside le Cercle africain, fonde et préside la Croix verte coloniale et est vice-président de l'Office belge de Colonisation du Congo.
Il est l'auteur de nombreuses publications sur la protection de l'enfance, la procédure pénale militaire, etc.

## Autres fonctions et mandats
- Président de la Société protectrice des enfants martyrs.
- Président du Moto Club de Belgique : 1900-1903.

## Distinctions
- Commandeur de l'ordre de Léopold (Belgique).
- Médaille de la Victoire 1914-1918 (Belgique).
- Médaille commémorative 1914-1918 (Belgique).
- Croix civique de 1ère classe (Belgique)
- Grand officier de l'ordre de l'Étoile noire du Bénin.
- Officier de l'ordre d'Isabelle la Catholique (Espagne).
- Chevalier de la Légion d'honneur (France).

## Sources
- E. Seyde, 'Armand Anspach Puissant', dans Biographie coloniale belge, Brussel, Institut royal colonial belge, vol. 3, 1952, 14-15.
- Roland De Vuldere, Biografisch repertorium der Belgische parlementairen, senatoren en volksvertegenwoordigers 1830 tot 1965, onuitgegeven licentiaatsverhandeling, Rijksuniversiteit Gent, 1965.
- Paul Van Molle, Het Belgisch Parlement, 1894-1972, Anvers, Standaard, 1972.
- Paul Legrain, Le dictionnaire des belges, Brussel, Legrain, 1981.
- Jean-Luc De Paepe en Christiane Raindorf-Gérard (red), Le Parlement Belge 1831-1894. Données Biographiques, Brussel, Académie royale des sciences, des lettres et des beaux-arts de Belgique, 1996.
- Stefaan Christiaensen, Jules Lejeune. Tussen klassieke en moderne criminele politiek, Leuven, Universitaire Pers Leuven, 2004.
- Luc Keunings, Les forces de l'ordre à Bruxelles au XIXe siècle, Données biographiques illustrées sur les officiers de la police, de la garde civique et de la gendarmerie (1830-1914), Brussel, Archives de la ville de Bruxelles, 2007.
- Donald Weber, Automobilisering en de overheid in België voor 1940, onuitgegeven licentiaatsverhandeling, Universiteit Gent, 2009.